# Гровенор, Ричард, 4-й баронет
Сэр Ричард Гровенор, 4-й баронет (англ. Sir Richard Grosvenor, 4th Baronet; 12 июня 1689 — 26 июля 1732) — английский политик, который заседал в палате общин с 1715 по 1732 год. Он был братом Роберта Гровенора, предка современных герцогов Вестминстера.

## Ранний период жизни
Ричард Гровенор был старшим выжившим сыном сэра Томаса Гровенора, 3-го баронета. Его два старших брата, Томас и Роджер, умерли раньше своего отца. На момент смерти отца в 1700 году он все ещё учился в Итонском колледже и находился под опекой сэра Ричарда Мидделтона, третьего баронета, а также Томаса и Фрэнсиса Чамли. Покинув Итон, он отправился в Гранд Тур, посетив Швейцарию, Баварию, Италию и Нидерланды. В 1707 году он вернулся в семейный дом в Итон Холл, Чешир.

## Политическая карьера
На всеобщих выборах 1715 года Гровенор был возвращен в качестве члена парламента от Честера. Также в 1715 году он был мэром города. В сентябре 1715 года он присутствовал на собрании якобитского Чеширского клуба, когда принял решение не участвовать в восстании. Он был избран депутатом Честера снова в 1722 году. В 1727 году он участвовал в коронации Георга II. На всеобщих выборах 1727 года Гровенор и его брат Томас получили оба места в парламенте Честера.В то время, когда Гровенор был баронетом, поместья в Лондоне развивались. Также в это время есть свидетельства первой ассоциации семьи Гровенор с скачками, когда лошади Гровенора бегали в Честере и Ньюмаркете в 1720 году.

## Семья
Гровенор умер в июле 1732 года и был похоронен в Экклстоне, Чешир. В 1708 году он женился на Джейн, дочери сэра Эдварда Уиндема из Орчард-Уиндема, Сомерсет. У пары была одна дочь, Кэтрин, которая умерла в 1718 году. В течение следующего года Джейн Гровенор умерла, а Гровенор женился на Диане, единственной дочери сэра Джорджа Уорбертона, 3-го баронета Арли. Опять же, у них не было детей.
Таким образом, Гровенор сменил его младший брат Томас, который, в свою очередь, умер в том же году.

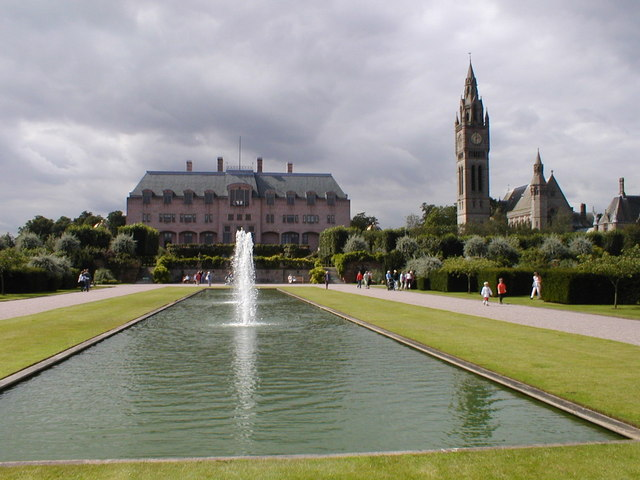
Итон Холл, место семьи Гровенор
Герб Гровенор Баронец, Итон (1622)
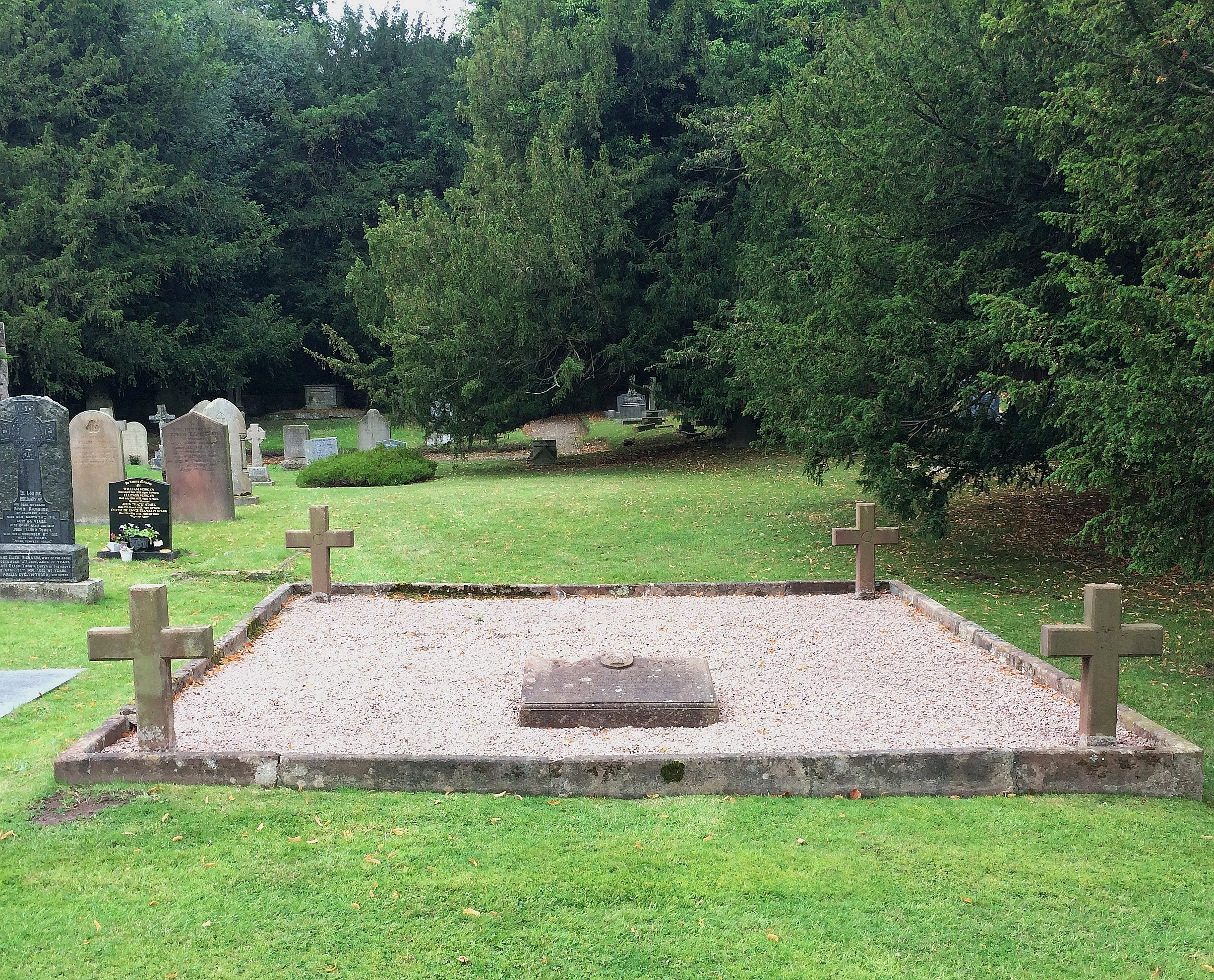
Церковь Святой Марии, Экклстон — Вложение, которое отмечает место свода семьи Гровенор в разрушенной старой церкви
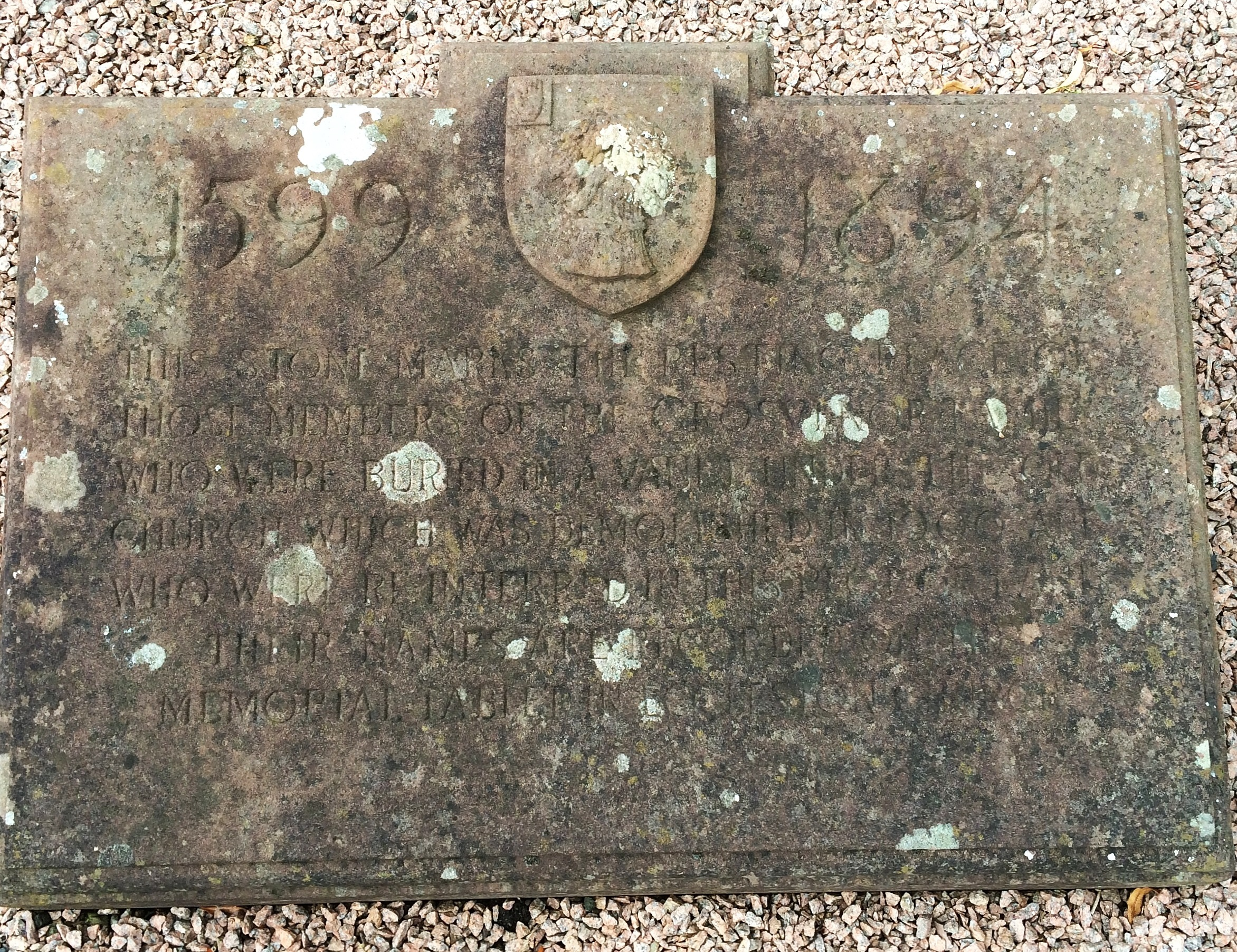
Табличка в корпусе, отмечающая место свода семьи Гровенор в старой церкви
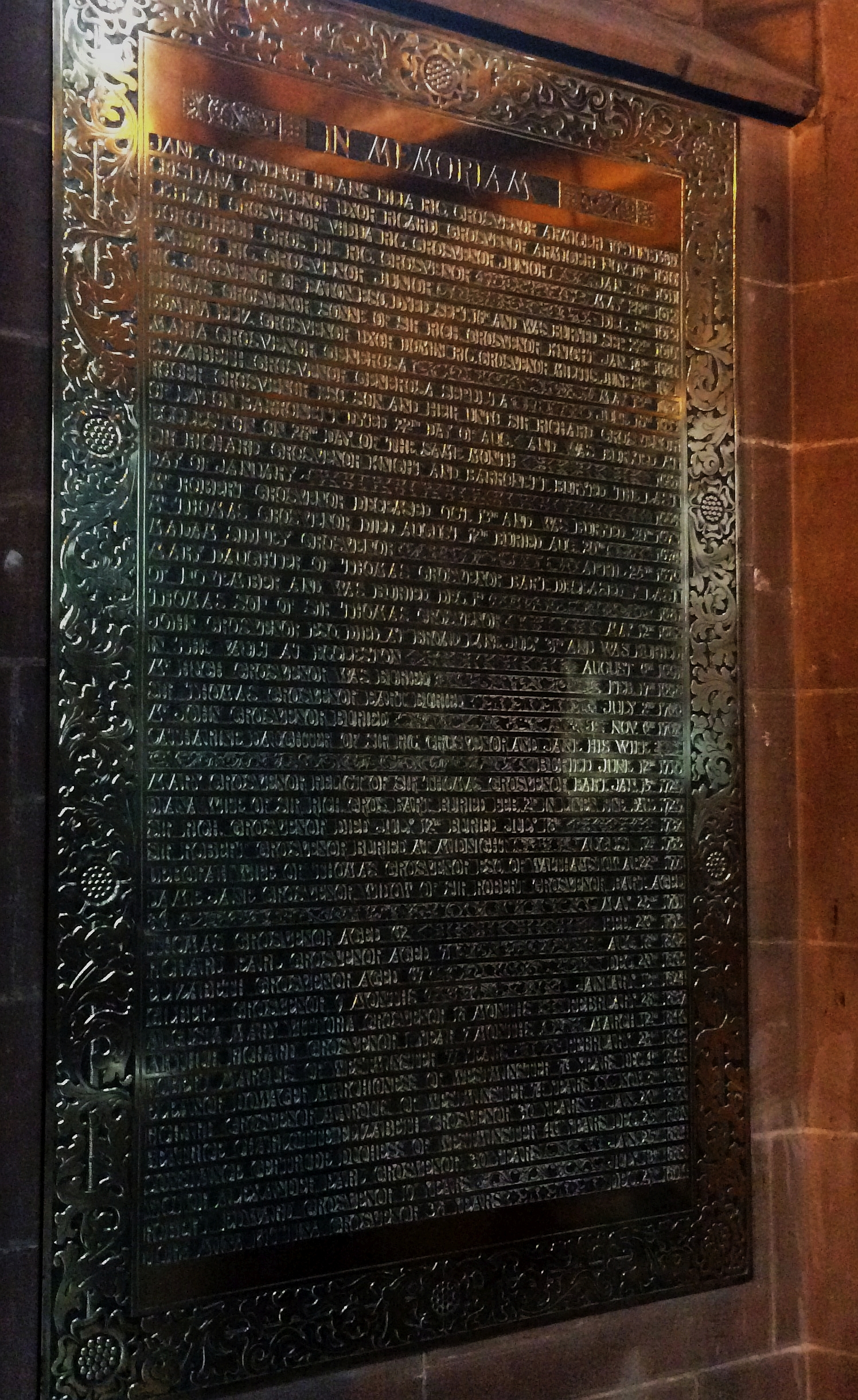
Табличка в новой церкви, в которой перечислены Гровеноры, похороненные в разрушенной старой церкви